# Svobodnyj (Oblast' di Sverdlovsk)
Svobodnyj (in russo Свободный?) è un insediamento di tipo urbano dell'oblast' di Sverdlovsk, in Russia; costituisce il circondario urbano di ZATO Svobodnyj (городско́й о́круг ЗАТО Свободный) ed è un'entità amministrativa chiusa. 
Nel villaggio è di stanza la 42ª divisione missilistica, parte della 31ª armata delle forze missilistiche strategiche.
Si trova sul versante orientale degli Urali centrali, 70 km a est del confine convenzionale tra Europa e Asia; 185 km a nord di Ekaterinburg e 10 km a ovest di Verchnjaja Salda.